# Caroline-Ernestine d'Erbach-Schönberg
La comtesse Caroline-Ernestine d'Erbach-Schönberg, née le 20 août 1727 (20 juillet, selon d'autres sources) à Gedern, Oberhessen, Hesse-Darmstadt, dans le Saint-Empire romain germanique, fille de Georges-Auguste d'Erbach-Schönberg, et Ferdinande-Henriette de Stolberg-Gedern. Elle est morte à Ebersdorf, en Thuringe, le 22 avril 1796, à l'âge de 68 ans. Elle est la grand-mère maternelle de Léopold Ier roi des Belges et l'arrière-grand-mère de la reine Victoria. 

## Famille
Elle épouse Henri XXIV Reuss d'Ebersdorf, le 28 juin 1754 à Thurnau, Bavière, et aura sept enfants, tous nés à Ebersdorf en Thuringe :
1. Henri XLVI (Ebersdorf, 14 mai 1755 — Ebersdorf, 18 avril 1757) ;
2. Augusta (Ebersdorf, le 9 janvier 1757 — Cobourg, 16 novembre 1831), mariée le 13 juin 1777 à François de Saxe-Cobourg-Saalfeld ;
3. Louise (Ebersdorf, 2 juin 1759 — Lobenstein, 5 décembre 1840), couronnée Princesse Reuss d'Ebersdorf (en allemand : Fürstin Reuss zu Ebersdorf) le 9 avril 1806, mariée le 1er juin 1781 au Prince Heinrich XLIII de Reuss-Köstritz ;
4. Henri LI Reuss d'Ebersdorf (Ebersdorf, 16 mai 1761 — Ebersdorf, 10 juillet 1822), couronné Prince Reuss d'Ebersdorf (en allemand : Fürst Reuss zu Ebersdorf) le 9 avril 1806 ;
5. Ernestine Ferdinande (Ebersdorf, 28 avril 1762 — Ebersdorf, 19 mai 1763) ;
6. Henri LIII (Ebersdorf, 24 mai 1765 — Ebersdorf, 28 juin 1770) ;
7. Henriette (Ebersdorf, le 9 mai 1767 — Cobourg, 3 septembre 1801), mariée le 4 juillet 1787 à Émile-Charles de Leiningen.